# Karłowatość typu Larona
Karłowatość typu Larona (zespół Larona, ang. Laron syndrome) – rzadka choroba uwarunkowana genetycznie, wynikająca z defektu odpowiedzi receptorów obwodowych dla hormonu wzrostu. Jest dziedziczona w sposób autosomalny recesywny. Charakteryzuje się dużym wydzielaniem somatotropiny (hormonu wzrostu) i brakiem wydzielania somatomedyny C. Receptory nie odpowiadają w tym przypadku na GH. Cechą charakterystyczną zespołu oprócz karłowatości jest otyłość centralna, hiperlipidemia, insulinooporność i małe prącie.
Nazwa pochodzi od nazwiska izraelskiego naukowca Cewiego Larona.